# Хронеміка
Хронеміка — це вивчення ролі часу в спілкуванні. Це одна з кількох підкатегорій, що виникли в результаті вивчення невербального спілкування. Згідно з енциклопедією спеціальної освіти «Хронеміка охоплює тимчасову орієнтацію, розуміння й організацію; використання і реакцію на брак часу; наше вроджене і пізнавальне розуміння часу; носити чи не носити годинник; прибуття, початок і закінчення пізно або вчасно». Те, як хтось цінує і сприймає час, відіграє значну роль в його або її процесі спілкування. Використання часу може вплинути на спосіб життя, особисті відносини та трудове життя. У різних культурах люди зазвичай мають різне сприйняття часу, і це може привести до конфліктів між людьми. Сприйняття часу включає пунктуальність, взаємодія і готовність чекати. В хронології використовуються три основні типи часу: інтерактивне, концептуальне і соціальне.

## Визначення
Томас Дж. Бруно, професор комунікації в Редфордском університеті, який зосередив свої дослідження на невербальному спілкуванні, міжособистісному спілкуванні і міжкультурному спілкуванні, ввів термін «хронеміка» в кінці 1970-х років, щоб допомогти визначити функцію часу в людській взаємодії: 
Хронеміку можна коротко і в цілому визначити як вивчення темпу людини, оскільки вона пов'язаний із спілкуванням між людьми. Точніше кажучи, хронеміка включає вивчення як суб'єктивних, так і об'єктивних людських темпів, оскільки вони впливають на поведінку людини і залежать від нього. Крім того, хронеміка включає вивчення людського спілкування, оскільки воно пов'язане з взаємозалежними і інтегрованими рівнями переживання часу. Раніше ці взаємозалежні і інтегровані рівні були позначені і обговорені як: біологічний час; психологічний час; соціальне час; і культурне час. Ряд систем класифікації існує в літературі часу. Однак такі системи не застосовуються безпосередньо до людського взаємодії.
Час можна використовувати як індикатор стану. Наприклад, в більшості компаній начальник може перервати процес, щоб провести імпровізовану нараду в середині робочого дня, проте рядовий працівник повинен записатися на прийом до начальника. Те, як різні культури сприймають час, також може впливати на спілкування. Хроніка — це вивчення використання часу в невербальному спілкуванні. Час сприйняття включають пунктуальність, готовність чекати та взаємодію. Використання часу може вплинути на спосіб життя, повсякденного порядку, швидкість мови, руху і на те, як довго люди готові слухати.